# 塔尔德
塔尔德（法語：Tardes，法語發音：[taʁd]）是法国克勒兹省的一个市镇，属于欧比松区。

## 地理
塔尔德（46°8'23"N, 2°20'42"E）面积21.4 平方千米，位于法国新阿基坦大区克勒兹省，该省份为法国中部省份，位于法國中央高原西北部，北起安德尔省和谢尔省，西接维埃纳省，南至科雷兹省，东临多姆山省，东北与阿列省接壤。
与塔尔德接壤的市镇（或旧市镇、城区）包括：武埃兹河畔尚邦、勒绍谢、吕萨、萨纳、圣卢、圣普列斯特。

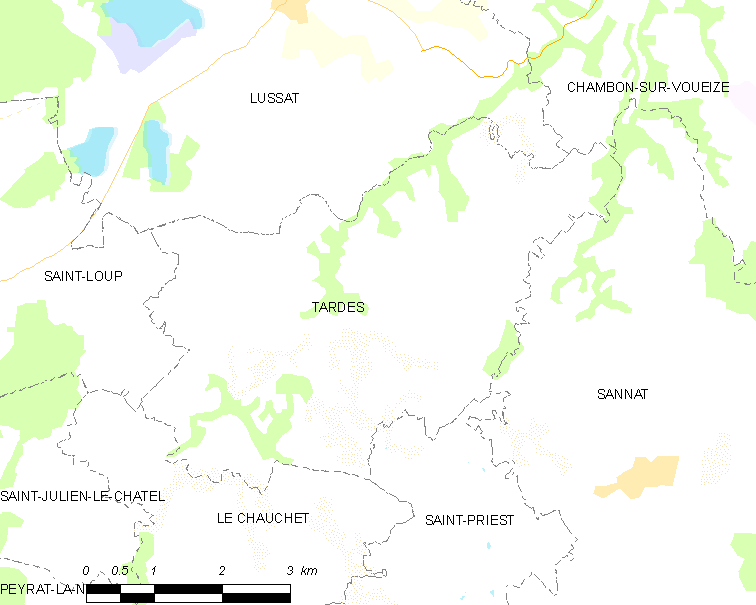
塔尔德的OSM定位图

塔尔德的时区为UTC+01:00、UTC+02:00（夏令时）。

## 行政
塔尔德的邮政编码为23170，INSEE市镇编码为23251。

## 政治
塔尔德所属的省级选区为埃沃莱班县。

## 人口

1962-2008年间塔尔德人口变化图示

塔尔德于2022年1月1日时的人口数量为119人。